# Лафборо
Лафборо (енгл. Loughborough) је град у Уједињеном Краљевству у Енглеској. Према процени из 2007. у граду је живело 61.405 становника.

## Становништво
Према процени, у граду је 2008. живело 61.405 становника.
| 1981.  | 1991.  | 2001.  |
| ------ | ------ | ------ |
| 44.895 | 46.867 | 55.258 |

## Партнерски градови
- Швебиш Хал
- Епинал
- Замошћ
- Бавнагар
- Gembloux